# BBC
La BBC (sigla di British Broadcasting Corporation) è la società concessionaria britannica in esclusiva del servizio pubblico radiotelevisivo nel Regno Unito ed è il più grande editore radiotelevisivo della nazione, con sede principale negli storici studi di Broadcasting House a Westminster, Londra. 
È la più antica e più grande emittente locale pubblica al mondo, sia per struttura che per numero di dipendenti, in quanto impiega complessivamente più di 21.000 persone, di cui circa 17.200 solo nel settore radiotelevisivo pubblico.
La BBC è stata fondata il 18 ottobre 1922 attraverso un privilegio reale del monarca Giorgio V, e opera in base a un accordo con il Segretario di Stato per la Cultura, i Media e lo Sport. Il lavoro è finanziato principalmente dal canone televisivo annuale che viene addebitato a tutte le famiglie, le aziende e le organizzazioni britanniche che utilizzano qualsiasi tipo di apparecchiatura per ricevere o registrare trasmissioni televisive in diretta o per utilizzare il servizio di streaming della BBC, iPlayer. Il canone è fissato dal governo britannico, approvato dal Parlamento, e serve a finanziare i servizi radiofonici, televisivi e online della BBC che coprono le nazioni e le regioni del Regno Unito. Dal 1º aprile 2014, finanzia anche il BBC World Service (successore del BBC Empire Service), che trasmette e fornisce servizi televisivi, radiofonici e online completi in 28 lingue, tra cui arabo e persiano.
Una parte delle entrate della BBC proviene anche dalla sua filiale commerciale BBC Studios (ex BBC Worldwide), che vende i programmi e i servizi della BBC a livello internazionale e distribuisce anche i servizi di informazione internazionali della BBC News, sia in maniera satellitare, sia attraverso i servizi internet della BBC.com, forniti quest'ultimi dalla controllata BBC Global News Ltd.
Nel 2009, l'azienda ha ricevuto il Queen's Award for Enterprise dalla regina Elisabetta II, come riconoscimento dei suoi risultati internazionali nel mondo degli affari.
Sin dalla sua fondazione nel 1922, la BBC ha svolto un ruolo di primissimo piano nella vita e nella cultura britannica. Nel 1923 ha lanciato inoltre lanciato Radio Times (sottotitolato “L'organo ufficiale della BBC”), la prima rivista di annunci radiotelevisivi al mondo; l'edizione natalizia del 1988 ha venduto ben 11 milioni di copie, il più grande risultato di qualsiasi rivista britannica nella storia.
È altresì membro dell'Istituto europeo per le norme di telecomunicazione (ETSI).

## Storia

### La fondazione come emittente radiofonica

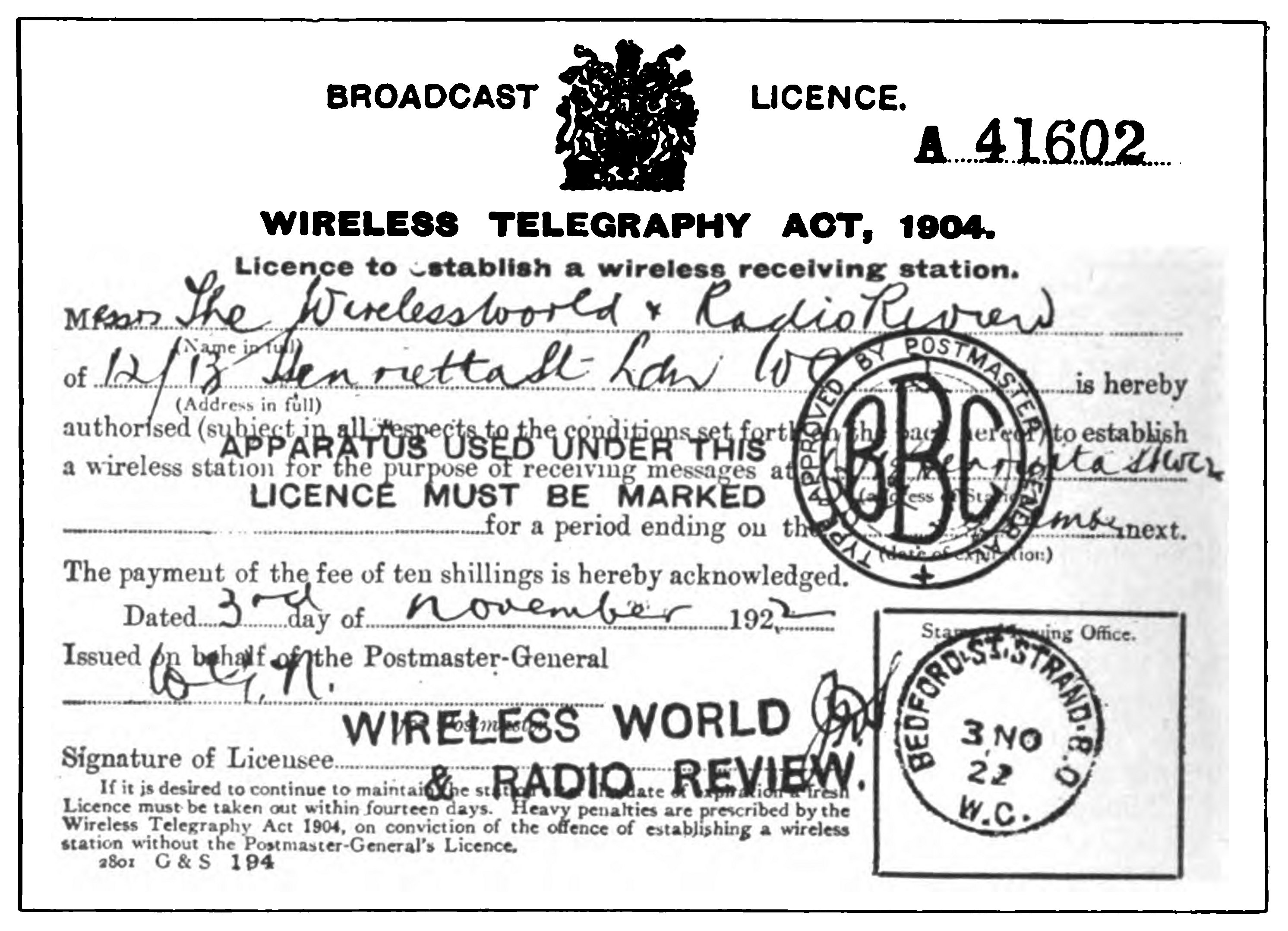
La licenza per trasmettere le onde radio; concessa dall'ufficio postale britannico (3 novembre 1922)

Il 18 ottobre 1922 il General Post Office (GPO) britannico e un gruppo di sei compagnie di telecomunicazioni (la Marconi Company, la Radio Communication Company, la Metropolitan-Vickers, la General Electric, la Western Electric e la British Thomson-Houston) fondano la BBC (British Broadcasting Company) per trasmettere servizi radio sperimentali. La prima trasmissione è il 14 novembre, da stazione 2LO, situata alla Marconi House a Londra. Il suo direttore generale è il suo fondatore John Reith.
Nel 1923 lo Sykes Committee si rifiuta di fare pubblicità al servizio, poiché abbassa gli standard, e propone che una tassa sulle concessioni governative di 10 scellini finanzi le trasmissioni. Per evitare la competizione con i giornali, Fleet Street (la stampa nazionale britannica) persuade il governo a bandire i programmi di notizie fino alle 19:00, e la BBC può solo usare notizie dalla stampa e non riportare le proprie. A partire dal 1925 la BBC raggiunge circa l'80% dei britannici attraverso una rete di stazioni ripetitrici e regionali. Mentre le stazioni regionali all'inizio offrono molti programmi locali, a partire dal 1930 il National Programme da Londra e un Regional Programme da Londra e parecchie città regionali rimpiazzano la radio.
Il GPO è restio a ritirare la tassa sulle concessioni governative per un'entità commerciale, e le perdite finanziarie della BBC fanno sì che i produttori radiofonici vogliano uscire dal consorzio.

Stemma della BBC

Nel 1925 Reith persuade un'altra commissione guidata dal Conte di Crawford a proporre che una nuova entità, indipendente sia dal governo che dalle corporazioni, amministrasse le emittenze radiotelevisive. Nello sciopero generale del 1926 i giornali interrompono le pubblicazioni, così, temporaneamente, il divieto di riportare notizie, e la sua rappresentazione bilanciata dei punti di vista degli scioperanti e del governo durante la crisi nazionale impressiona milioni di ascoltatori. Per la fine del 1926 il governo accetta le proposte della Commissione Crawford e Reith fu nominato cavaliere.

Il 1º gennaio 1927 la BBC, consolidata da un regio decreto di legge, e con il direttore generale Reith, diventa una società subentrante di rilievo. Per presentare il suo proposito e i suoi valori (dichiarati), la BBC adotta lo stemma con il motto "Nation shall speak peace unto Nation" (la Nazione parlerà di pace alla Nazione). Normalmente il motto è attribuito a Montague John Rendall, già preside del Winchester College e membro del primo Consiglio di Amministrazione della BBC. Si dice che il motto sia un “felice adattamento” da Michea 4,3:
(Libro di Michea 4,3)

### Le prime trasmissioni televisive sperimentali
Nel 1932 iniziano i primi esperimenti di trasmissioni televisive che utilizzano un impianto elettromeccanico a 30 righe sviluppato da John Logie Baird. Regolari emissioni limitate hanno inizio nel 1934 con questo impianto e un servizio più vasto (chiamato BBC Television Service) parte da Alexandra Palace nel 1936, alternando un migliorato impianto meccanico a 240 righe e l'impianto a 405 righe della Marconi-Emi completamente elettronico. L'anno successivo la superiorità dell'impianto elettronico porta all'esclusione del modello d'impianto meccanico.

### La seconda guerra mondiale e l'immediato dopoguerra

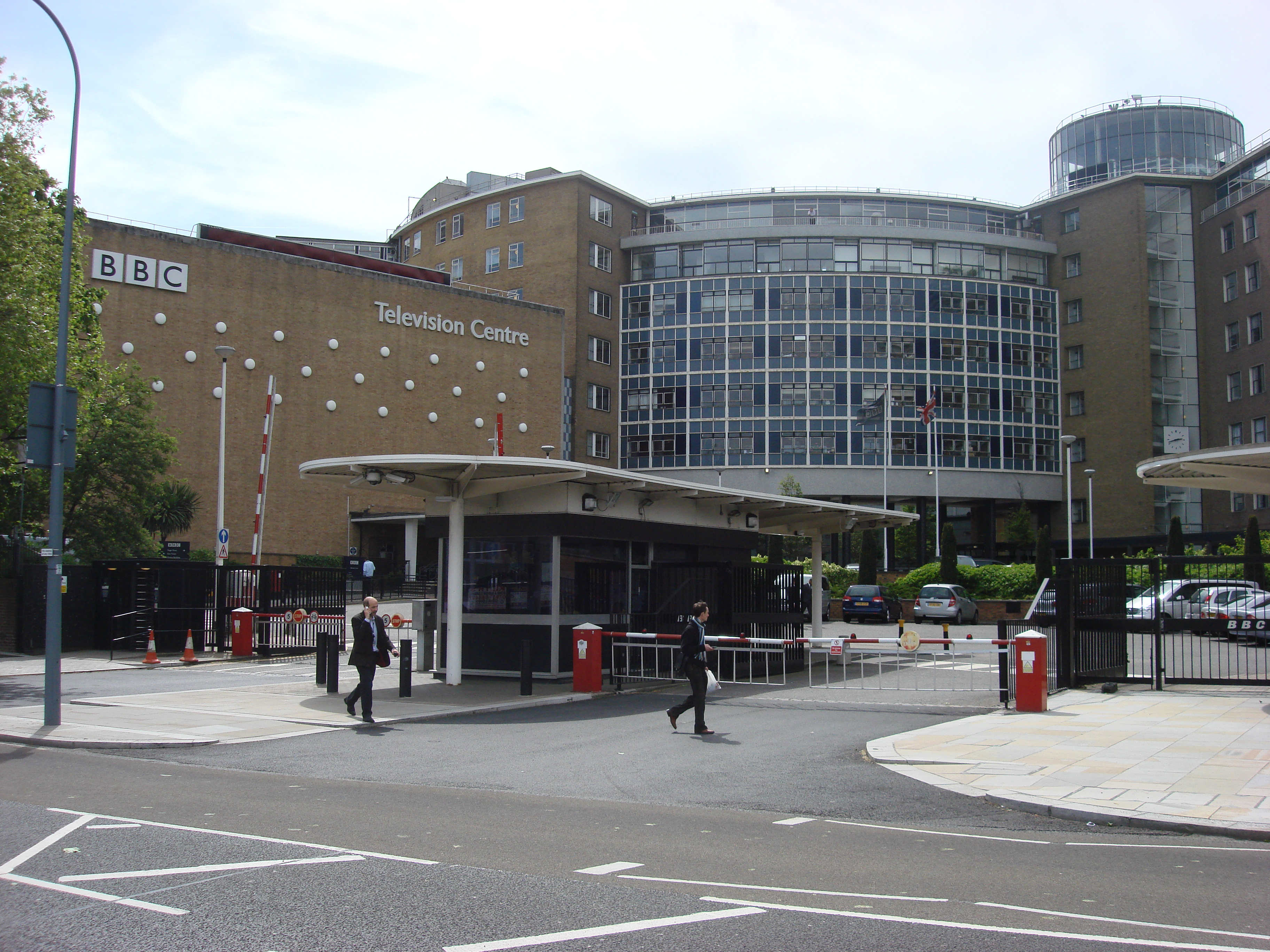
Il Television Centre di White City a Londra, quartier generale della BBC dal 1960 al 2013.

Dal 1º settembre 1939 le trasmissioni televisive sono sospese a causa della seconda guerra mondiale, ma riprenderanno a partire dal 7 giugno 1946. C'è una leggenda metropolitana largamente diffusa, secondo cui subito dopo la ripresa del servizio, l'annunciatrice Leslie Mitchell inizia con queste parole: “Come stavo dicendo prima che fossimo stati interrotti così bruscamente...”. Di fatto, la prima persona ad apparire alla ripresa delle trasmissioni è Jasmine Bligh che dice: “Buon pomeriggio a tutti. Come state? Vi ricordate di me, Jasmine Bligh...?”
Il 12 febbraio 1950 nasce l'Unione europea di radiodiffusione e la BBC è tra le 23 organizzazioni di Broadcasting fondatrici.
Nel 1955 il monopolio della BBC sulla televisione viene scalfito dalla ITV, la rete televisiva commerciale e indipendentemente gestita. Tuttavia, il monopolio della BBC sui servizi radiofonici persisterà fino agli anni settanta. Nel 1964, in conseguenza alla relazione del Comitato Pilkington del 1962, nel quale la BBC è elogiata per la qualità e la portata della sua produzione e la ITV è pesantemente criticata per non aver fornito una produzione di qualità sufficiente, la BBC decide di ottenere un suo secondo canale televisivo, BBC2, e rinomina il servizio già esistente come BBC1. BBC2 usa la più alta risoluzione di qualità di 625 righe, standardizzata in Europa. Dal 1º luglio 1967 BBC2 è il primo canale televisivo in Europa a trasmettere a colori (la stessa sorte toccherà poi anche a BBC1 e ITV). Le trasmissioni in VHF 405 righe di BBC1 (e ITV) proseguiranno per compatibilità con i vecchi ricevitori televisivi fino al 1985.

### La riorganizzazione
A partire dal 1964, una serie di stazioni radio pirata (per prima Radio Caroline) vanno in onda e forzano il governo britannico a regolamentare i servizi radiofonici per tollerare i servizi finanziati da pubblicità su scala nazionale. In risposta, la BBC riorganizza e rinomina i suoi canali radiofonici. Il Light Programme si divide in Radio 1, che offre musica popolare e Radio 2, che propone musica più orecchiabile”, mentre il Third Programme diventa Radio 3, che offre musica classica e una programmazione culturale. Il "servizio per la casa" prende il nome Radio 4, che trasmette notizie e contenuti non musicali, come quiz, letture, drammi e commedie. Come i quattro canali nazionali, anche una serie di stazioni radio locali della BBC nascono nel 1967, inclusa Radio Londra.

### La pubblicità e il servizio teletext
Nel 1968 si forma nell'Impresa BBC la divisione per sfruttare i marchi e i programmi BBC per prodotti commerciali spin-off. Nel 1979 diventa una società a responsabilità limitata, la BBC Enterprises Ltd.
Nel 1974, la BBC lancia il primo teletext al mondo: Ceefax, creato inizialmente per fornire i sottotitoli, ma migliorato con un servizio di notizie e informazioni. Nel 1978, poco prima di Natale, il personale della BBC sciopera, bloccando così le trasmissioni di entrambi i canali e fondendo tutte le quattro stazioni radio in una.
Dalla liberalizzazione del mercato televisivo e radiofonico britannico negli anni ottanta, la BBC affronta una maggiore concorrenza nel settore commerciale (e dal servizio pubblico finanziato dalla pubblicità, Channel 4), specialmente da parte della televisione satellitare, della televisione via cavo e dei servizi televisivi digitali.
A fine decennio la BBC inizia un processo di disinvestimento scorporando e vendendo parte della sua organizzazione. Nel 1988 liquida la Hulton Press Library, un archivio fotografico acquistato da parte della BBC dalla rivista Picture Post nel 1957. L'archivio fu venduto a Brian Deutsch ed è ora di proprietà della Getty Images.

### Gli anni '90
Negli anni novanta il processo continua in autonomia con la separazione di alcune braccia operative della corporazione come società controllata dalla BBC, con lo scopo di creare entrate aggiuntive per la programmazione. Nel 1995 la BBC Enterprises viene riorganizzata e rilanciata con la BBC Worldwide Ltd. Nel 1998, studi della BBC, trasmissioni in esterno, post produzioni, design di costumi e acconciature furono scorporati nella BBC Resources ltd.
La BBC Research Department ha un ruolo fondamentale nello sviluppo delle tecniche di trasmissione e di registrazione. Svolge ricerche essenziali in acustica e nel livello di misurazione del rumore. La BBC è anche responsabile dello sviluppo dello standard stereofonico Nicam.
Nei decenni recenti, nascono un gran numero di canali aggiuntivi e stazioni radio: nel 1990 nasce Radio 5, una stazione radio sportiva ed educativa, che nel 1994 si trasformerà in Radio 5 Live, a seguito del successo ottenuto dalla radio nel servizio realizzato nel 1991 per seguire la guerra del golfo. La nuova stazione trasmette notizie e sport. Nel 1997 BBC News 24, un canale notiziario continuo, disponibile nei servizi televisivi digitali e l'anno successivo, BBC Choice, il terzo canale di intrattenimento generale dalla BBC. La BBC acquisisce anche The Parlamentary Channel, che diventa BBC Parliament. Nel 1999 BBC Knowledge, un canale multimediale, con servizi disponibili sul teletext digitale, lanciato da BBC Text, e su BBC Online. Il canale ha uno scopo educativo, e poi nel suo sviluppo si rinnoverà per offrire documentari.

## Attività
La BBC è ritenuta, anche fuori dal Regno Unito, uno dei più autorevoli operatori radiotelevisivi del mondo, anche in ragione delle tradizionalmente rigorose modalità di produzione dei dati giornalistici che l'hanno resa un punto di riferimento per la categoria.
L'emittente gestisce anche il sito BBC NEWS, uno dei più autorevoli siti di informazione via web in inglese e in varie altre lingue.
La BBC definisce sé stessa del tutto libera da influenze politiche e commerciali; inoltre, è stata la prima emittente televisiva che, a partire dal 2007, pubblica i contenuti trasmessi sul sito con licenza Creative Commons. L'organo preposto alla tutela dell'imparzialità e della qualità dei contenuti è il "BBC Trust", composto da dodici membri.
Non raccoglie pubblicità per i canali trasmessi all'interno del Regno Unito (a eccezione di quella della controllata UKTV), mentre lo fa per quelli diffusi anche in altri paesi come BBC World.
L'azienda possiede stazioni radiofoniche nazionali, che gestisce attraverso la propria divisione radiofonica BBC Radio.

## Stazioni radiofoniche

### Nazionali
| Logo | Canale           | Data di lancio    | TIpologia |
| ---- | ---------------- | ----------------- | --- |
|      | BBC Radio 1      | 30 settembre 1967 | Musica nelle sue diverse forme (dance, techno, minimal techno, house, hip hop e rock) e interviste Rivolta a un pubblico di 15-29 anni. |
|      | BBC Radio 2      | 30 settembre 1967 | Palinsesto incentrato sulla musica, in particolare la musica rock.                                                                      |
|      | BBC Radio 3      | 30 settembre 1967 | Produzione focalizzata su musica classica e lirica, ma trasmette anche jazz, world music, teatro, cultura e arte                        |
|      | BBC Radio 4      | 30 settembre 1967 | Trasmette un'ampia varietà di programmi, che trattano l'attualità, la scienza e la storia                                               |
|      | BBC Radio 5 Live | 28 marzo 1994     | Trasmette principalmente notizie, sport, discussioni, interviste e interventi telefonici.                                               |

#### Disponibili solo su Internet, digitale terrestre e televisione satellitare
- BBC Radio 1 Dance
- BBC Radio 1 Relax
- BBC Radio 1Xtra
- BBC Radio 4 Extra
- BBC Radio 5 Sports Extra
- BBC Radio 6 Music
- BBC Asian Network
- BBC World Service

### Locali
- BBC Radio Scotland
- BBC Radio nan Gàidheal
- BBC Radio Shetland
- BBC Radio Orkney
- BBC Radio Wales
- BBC Radio Cymru
- BBC Radio Ulster
- BBC Radio Foyle
- BBC Radio York
- BBC Radio Merseyside
- BBC Radio Berkshire
- BBC Radio Bristol
- BBC Radio Cambridgeshire
- BBC Radio Cornwall
- BBC Coventry & Warwickshire
- BBC Radio Cumbria
- BBC Radio Derby
- BBC Radio Devon
- BBC Essex
- BBC Radio Gloucestershire
- BBC Guernsey
- BBC Hereford & Worcester
- BBC Radio Humberside
- BBC Radio Jersey
- BBC Radio Kent
- BBC Radio Lancashire
- BBC Radio Leeds
- BBC Radio Leicester
- BBC Lincolnshire
- BBC London 94.9
- BBC Radio Manchester
- BBC Radio Merseyside
- BBC Newcastle
- BBC Radio Norfolk
- BBC Radio Northampton
- BBC Radio Nottingham
- BBC Oxford
- BBC Radio Sheffield
- BBC Radio Shropshire
- BBC Radio Solent
- BBC Somerset
- BBC Radio Stoke
- BBC Radio Suffolk
- BBC Surrey
- BBC Sussex
- BBC Tees
- BBC Three Counties Radio
- BBC Wiltshire
- BBC WM
- BBC Radio York

### Internazionali
- Radio Londra (1938—1981)
- BBC Russian[40] (attiva in onde corte durante la crisi russo-ucraina, dal 4 marzo 2022)

## Canali televisivi

### Nazionali
| Logo | Canale         | Data di lancio                                          |
| ---- | -------------- | ------------------------------------------------------- |
|      | BBC One        | 2 novembre 1936                                         |
|      | BBC Two        | 20 aprile 1964                                          |
|      | BBC Three      | 9 febbraio 2003 (originale) 1º febbraio 2022 (rilancio) |
|      | BBC Four       | 2 marzo 2002                                            |
|      | BBC News       | 9 novembre 1997                                         |
|      | BBC Parliament | 23 settembre 1998                                       |
|      | CBBC           | 11 febbraio 2002                                        |
|      | CBeebies       | 11 febbraio 2002                                        |

#### In alta definizione
- BBC One HD
- BBC Two HD
- BBC Three HD
- BBC Four HD
- BBC News HD
- CBBC HD
- CBeebies HD

### Locali
| Logo | Canale               | Data di lancio    |
| ---- | -------------------- | ----------------- |
|      | BBC Scotland         | 24 febbraio 2019  |
|      | BBC Alba             | 19 settembre 2008 |
|      | BBC Cymru Wales      | 9 febbraio 1964   |
|      | BBC Northern Ireland | 1952              |

### Internazionali
- BBC News
- BBC America
- BBC Canada
- BBC Kids
- BBC Entertainment
- BBC Lifestyle
- BBC Knowledge
- UKTV
- BBC Arabic
- BBC Persian Television
- BBC Japan (dal 1º dicembre 2004 al 30 aprile 2006)

## Finanziamenti
Tutte le reti televisive e le stazioni radiofoniche della BBC, tranne BBC World News, sono finanziate dal solo canone televisivo e non trasmettono pubblicità. BBC World News, un canale trasmesso in chiaro in tutto il mondo e non riservato ai soli abbonati, è finanziato dalla sola pubblicità.

### Spese
| Servizio                               | Costo Totale (milioni di sterline) |
| -------------------------------------- | ---------------------------------- |
| BBC One                                | 1,402.9                            |
| BBC Two                                | 528.3                              |
| BBC Three                              | 110.1                              |
| BBC Four                               | 67.1                               |
| CBBC e CBeebies                        | 139                                |
| BBC News e BBC Parliament              | 69.1                               |
| BBC HD                                 | 11.8                               |
| BBC Alba                               | 7.6                                |
| BBC Radio 1 e 1Xtra                    | 59.1                               |
| BBC Radio 2                            | 59.2                               |
| BBC Radio 3                            | 50.7                               |
| BBC Radio 4 e Radio 4 Extra            | 128                                |
| BBC Radio 5 Live e 5 Live Sports Extra | 77.8                               |
| BBC 6 Music                            | 10.8                               |
| BBC Asian Network                      | 12.6                               |
| Nations & Local Radio                  | 240.7                              |
| BBC Online                             | 194.2                              |
| Totale                                 | 3,169                              |

| Department                 | Costo Totale (milioni di £) |
| -------------------------- | --------------------------- |
| BBC Television             | 2,368.1                     |
| BBC Radio                  | 638.9                       |
| BBC Online                 | 194.2                       |
| BBC Red Button             | 39.5                        |
| BBC Orchestras and Singers | 24.1                        |
| Development                | 32.9                        |
| Switchover                 | 80.3                        |
| Licence Fee Collection     | 123.6                       |
| Restructuring              | 29.6                        |
| Totale                     | 3,531.2                     |

## Copertura televisiva
Essendo la BBC finanziata esclusivamente dal canone televisivo, i suoi canali (ad eccezione di BBC World News, che trasmette in tutto il mondo sia gratuitamente che a pagamento, essendo finanziato dalla sola pubblicità) sono legalmente disponibili in modo gratuito soltanto nel Regno Unito e in Irlanda. Per questo motivo hanno smesso di trasmettere sui satelliti Astra a 19.2° est, che diffondevano i canali gratuitamente in tutta Europa.
L'offerta televisiva della BBC viene diffusa sul digitale terrestre nel Regno Unito, e in chiaro anche in Irlanda attraverso i satelliti Astra posti a 28.2° est; viene inoltre trasmessa a pagamento via cavo in Svizzera, Paesi Bassi e Belgio.

## Loghi

1927 - 1946
1958 - 1963
1963 - 1971
1971 - 1988
1988 - 1997
1997 - 2021
In uso dal 2021